# Tatort: Höllenfahrt
Höllenfahrt ist ein Fernsehfilm von Tim Trageser aus der Krimireihe Tatort. Der Film ist der 727. der Tatort-Reihe und der 15. Fall mit Axel Prahl und Jan Josef Liefers als Münsteraner Ermittler Thiel und Boerne. Die Haupt-Gaststars dieser Folge sind Mark Waschke, Nina Kunzendorf und Paul Faßnacht.

## Handlung
Thiel befindet sich auf einem polizeilichen Lehrgang, während Boerne seinem geliebten Golfspiel frönt. Als Boernes Golfpartner Dr. Bollinger einen verschlagenen Golfball im Gebüsch sucht, entdeckt er einen Toten – stranguliert an einem Baum. Boerne ruft Thiel an, der deshalb den Fortbildungslehrgang abbricht und zum Golfplatz eilt. Damit das Golfturnier nicht abgebrochen werden muss, untersucht Boerne den Toten kurzerhand gleich in der Kurklinik, zu der der Golfplatz gehört. Es handelt sich um den Bankier Dr. Strothoff (ebenfalls ein Golfturnierteilnehmer). An den Fußgelenken finden sich Fesselspuren und in den Jackentaschen Hinweise auf eine Verabredung mit A.K., was nicht auf einen Selbstmord schließen lässt.
Dr. Ralph Winkler, Arzt der Klinik, informiert Thiel, dass Claus Verhoven, ein Traumata-Patient, seit zwei Tagen verschwunden ist. Auch hatte Dr. Strothoff am Abend zuvor Streit mit einer jungen Frau, die gerade das Klinikgelände verlassen hat. Boerne und Thiel verfolgen das Auto, verlieren es aber aus den Augen. Kurzentschlossen suchen sie Frau Strothoff auf, bei der bereits die Staatsanwaltschaft tätig ist, da ihr Mann unter Geldwäscheverdacht steht. Thiel gelingt es, allein mit Frau Strothoff zu sprechen, woraufhin sie ihm das Handy ihres Mannes übergibt. Einer der letzten Anrufe kam von der Firma „Solana Transfer“, die Boerne und Thiel nun aufsuchen. Das Duo sieht sich auf dem Grundstück und im Haus um und findet Herrn Solana tot auf dem Boden liegend vor, an den Füßen gefesselt, mit einer schwarzen Augenbinde und einer Pistole in der Hand. Als die Haushälterin eintrifft, die sich Sorgen gemacht hat, kann sie Thiel einiges über die Exportfirma berichten. Im Haus finden sich Unterlagen zu verschiedenen afrikanischen Ländern und ein Foto von Verhoven, dazu ein kurzer Brief, mit „A. Kolb“ unterschrieben.
Als man eine Wasserleiche findet, erkennt Thiel bei einem Fotoabgleich, dass es sich bei dem Toten um den vermissten Verhoven handelt. Einer der Feuerwehrleute kennt den Toten noch aus der Schulzeit und weiß, dass er viel im Ausland auf Montage war. Boerne entdeckt am Toten tief vernarbte zirkuläre Fesselungsspuren an Hand- und Fußgelenken und kommentiert sie mit: „Hier haben wir das Original, bisher nur schwächliche Kopien.“ Da die Leiche aber mindestens schon zwei Tage alt sein müsste, scheidet Verhoven als Täter für die weiteren beiden Morde aus. In Verhovens Jackentaschen finden sich eine Fahrkarte und ein zerknülltes, nasses Stück Papier. Thiel versucht die Worte darauf zu entziffern und stößt dabei auf die Namen „Bollinger“ und „Alexandra Kolb“, Letztere die Exfrau von Verhoven.
Inzwischen ist es schon dunkel, und Thiel und Boerne fahren zu Dr. Bollinger, der zu seiner Kanzlei gerufen wurde, da es dort angeblich einen Wasserschaden gegeben habe. Als sie ankommen, liegt Bollinger gefesselt und geknebelt auf dem Boden, aber er lebt. Er meint, es sei Claus Verhoven gewesen, weil der vor längerem einen Prozess gegen seine damalige Firma verloren habe, als Verhoven in der Sahara Entführern in die Hände gefallen sei.
Alexandra Kolb arbeitet in einer Tankstelle und ahnte, dass es mit Verhoven kein gutes Ende nehmen würde. Sie wirkt abweisend, schildert aber Details zu der Entführung. So habe Strothoff ihr seinerseits empfohlen, sich an die Firma „Solana Transfer“ zu wenden, da man hier bei ähnlichen Geiselnahmen schon wiederholt erfolgreich verhandelt habe. Trotzdem habe es fünf Monate gedauert, bis Claus Verhoven wieder frei gewesen sei. Solana habe sich jedoch 50 Prozent des Lösegeldes in die eigene Tasche gesteckt, und Strothoff habe ihnen den Kredit gekündigt.
Da sie verdächtig ist, warten Thiel und Boerne, bis Alexandra Kolb die Tankstelle schließt, fahren ihr nach und bleiben auf einem Waldweg stecken. Nach einem Fußmarsch durch den dunklen Wald erreichen sie eine Scheune, die ihnen vor einem Gewitterregen Schutz bietet. Im Heu entdeckt Boerne ein altes, verstaubtes Motorrad, das er am nächsten Morgen wieder in Gang bringen will, um damit zurück zu seinem Golfturnier zu fahren. Seine Assistentin Silke Haller erscheint als rettender mobiler Engel und bringt die zwei im Auto zur Kurklinik, wo Alexandra Kolb gesehen wurde und sich womöglich mit Dr. Winkler trifft. Während Thiel nach Winkler und alten Unterlagen sucht, stößt Boerne unvermittelt auf Alexandra Kolb, die ihm sehr unheimlich ist. Es stellt sich heraus, dass Winkler Verhoven in Afrika im Rahmen des Programms einer Hilfsorganisation kennengelernt und ihm in der Kurklinik den Therapieplatz besorgt hat. In den Sachen Winklers findet der Kommissar Fotos, aus denen ersichtlich ist, dass auch Winkler ein Entführungsopfer war. Posttraumatisch gestört, hat er sich jetzt an denen gerächt, die seinen Freund so lange haben leiden lassen und die hier ein so sorgenfreies Leben führten. Er fesselt Thiel und lässt ihn erleben, wie es sich anfühlt, kurz vor der Exekution zu stehen. Polizeiobermeister Seifert rettet Thiel aus seiner prekären Lage.
Das Golfturnier kann endlich weitergehen und Boerne scheint zu verlieren, als die Staatsanwältin seinen Gegner Dr. Bollinger vom Platz weg verhaftet. Die Untersuchungen ergaben Hinweise auf Steuerhinterziehung in den Jahren 2003 bis 2007.

## Produktion

### Produktionsnotizen, Dreharbeiten
Der Film wurde von Müller & Seelig Filmproduktion GmbH & Co. KG unter dem Arbeitstitel Tausend Tote produziert. Als Produzenten traten Jutta Müller und Matthias Seelig auf.
Gedreht wurde vom 5. August bis zum 5. September 2008 in Köln, Münster, Billerbeck, Havixbeck, Dülmen und Nottuln.

### Spaßeinlagen
Die gewohnten Spaßeinlagen finden sich wie immer in dem Wortwitz der Auseinandersetzungen mit „Alberich“, einer Schussfahrt aus einem Maisfeld, einer Radfahrergruppe, einer kurzzeitigen Desorientierung von Boerne und einem Malheur mit seinem geliebten Auto.

## Rezeption

### Kritiken
Rainer Tittelbach gab dem Film auf seiner Seite tittelbach.tv vier von sechs möglichen Punkten und lobte: „Die frische Luft tut diesem ‚Tatort‘, der zunächst als komisches Road-Movie daherkommt, sichtlich gut. Die Wortgefechte der beiden erwachsenen Kindsköpfe sind feinsinniger, ihre stichelnden Spitzen beiläufiger und die Gags poltern weniger laut als gewohnt.“

„Auch diesmal gelingt es dem Münsterischen Clownsduo Thiel/Boerne, Axel Prahl/Jan Josef Liefers, neben Spaß, Sport und Spiel noch einen Kriminalfall zu lösen. Letzteres ergibt sich aus wilden Autofahrten, wilden Zufällen und schließlich einem 1+1-Zusammenzählen, das der Zuschauer zu diesem Zeitpunkt schon hinter sich hat.“

„Krimis gibt’s ja mittlerweile aus allen Städten, aber Konstellationen dieser Art denken sich die Autoren offenbar nur für Münster aus. Die Zwickmühle, in der Hauptkommissar Thiel (Axel Prahl) im Prolog steckt, ist zwar auf Anhieb als Übung durchschaubar, doch der Fall ist dafür um so undurchsichtiger. Als Qualitätsmerkmal nicht minder wichtig ist allerdings die perfekte Balance aus Krimi und Komödie. Selbst wenn einige Slapstick-Momente etwas aus dem Rahmen fallen und ein Kleinkrieg zwischen dem blasierten Rechtsmediziner Boerne (Jan Josef Liefers) und einer Gruppe von Radfahrern immer absurdere Züge annimmt: Der Film ist komischer als viele Lustspiele und gleichzeitig spannender als mancher Thriller.“

### Einschaltquote
Tatort: Höllenfahrt erreichte mit 8,92 Mio. Zuschauern einen Marktanteil von 24 %, jedoch nur 3,3 Mio. bei den 14- bis 49-jährigen, das war ein Marktanteil von 10,7 %.